# 艾米·瑞恩
艾米·瑞恩（英語：Amy Ryan，1969年11月30日—）是一名美国女演员。她因2007年的电影《失蹤人口》而被提名奥斯卡和金球奖最佳女配角。她出演的著名的剧集有《火线》、《就诊》和《辦公室瘋雲》等。

## 早年
她生于纽约市皇后区。Ryan是她母亲婚前的姓氏。她具有英国、爱尔兰和波兰血统。在1970年代，她与妹妹骑自行车递送紐約每日新聞。少年时她曾在纽约州北部的 Stagedoor Manor表演艺术中心学习。17岁时，她毕业于纽约的表演艺术中学(High School of Performing Arts)。之后参加戏剧 Biloxi Blues 的全国巡回表演。在此后的十年里她一直参与外百老匯音樂劇演出。

## 个人生活
她曾与男演员Brían_F._O'Byrne交往约会了好多年。
2009年10月15日她与未婚夫Eric Slovin生下女儿Georgia Gracie。两人于2011年8月23日结婚。